# Wilhelm Möhlig
Wilhelm Johann Georg Möhlig (* 2. September 1934 in Essen; † 6. August 2023) war ein deutscher Jurist und Afrikanist. Er war seit 1980 bis zu seiner Pensionierung im Jahr 2000 ordentlicher Professor für Afrikanistik an der Universität zu Köln. In dieser Zeit war er auch mehrfach geschäftsführender Direktor des Instituts für Afrikanistik.
Seine Schwerpunkte in Forschung und Lehre waren vergleichende Bantuistik, Dialektologie, orale Literatur, afrikanisches Recht und die vor- und frühkoloniale Geschichte Afrikas.

## Familie und Ausbildung
Wilhelm Johann Möhlig, Sohn des Industriekaufmanns Wilhelm Möhlig und Hermine Möhlig, geborene Straube, legte 1954 das Abitur am Staatlichen Gymnasium (dem heutigen Heinrich-Heine-Gymnasium) in Oberhausen ab. Anschließend absolvierte er ab 1954 zunächst eine kaufmännische Ausbildung zum Großhandelskaufmann im Eisen- und Stahlexport bei der Ferrostaal AG, Essen, die er 1956 erfolgreich abschloss. Von 1956 bis 1958 war er kaufmännischer Angestellter bei der Lehrfirma. Nach Aufnahme des Studiums 1958 machte er weiterhin Ferienvertretungen bei der Famex S.A., Antwerpen, und der Eisen und Metall AG, Gelsenkirchen, in seinem erlernten Beruf. Möhlig war evangelisch, heiratete 1966 Adelheid Winter und hatte mit ihr die drei Kinder Matthias, Nora und Ruth. Er sprach Englisch, Französisch, Niederländisch und später auch Swahili.

## Wissenschaftlicher Werdegang
Nachdem er zwei Jahre in seinem erlernten Beruf gearbeitet hatte, studierte Wilhelm Möhlig von 1958 bis 1962 Rechtswissenschaften an den Universitäten Köln und Genf. Dieses Studium schloss er mit dem ersten Staatsexamen am Oberlandesgericht Köln 1963 ab. Nachdem er 1962 in die Studienstiftung des Deutschen Volkes aufgenommen worden war, begann er 1963  ein Zweitstudium an der Universität zu Köln in Afrikanistik (mit Phonetik, Ethnologie und allgemeiner Sprachwissenschaft), das er unter der Betreuung von Oswin Köhler mit der Promotion zum Dr. phil. an der Philosophischen Fakultät der Universität zu Köln im Jahr 1967 abschloss.

## Berufliche Entwicklung
Im Jahr 1967 wurde Möhlig wissenschaftlicher Assistent am Institut für Afrikanistik der Universität zu Köln. Nachdem er sich ebenda 1972 im Fach Afrikanistik habilitiert hatte, wurde er dort 1973 Dozent. Von 1973 bis 1975 war er Gastprofessor für Swahili an der Universität Nairobi in Kenia. 1975 wurde er an Kölner Universität zum außerplanmäßigen Professor ernannt, 1980 ebenda zum ordentlichen Professor für Afrikanistik mit dem Spezialgebiet Bantuistik. 1989 übersetzte er den Roman Die Kinder der Regenmacher von Aniceti Kitereza ins Deutsche. Die deutsche Ausgabe wurde erstmals im Jahr 1990 veröffentlicht. Von 1995 bis 2000 war er außerdem Sprecher des interdisziplinären und von der Deutschen Forschungsgemeinschaft geförderten Sonderforschungsbereichs ACACIA (Kultur- und Landschaftswandel im ariden Afrika).
Möhlig lebte in Hürth-Alstädten, starb im Alter von 88 Jahren und wurde am 10. August 2023 auf dem Friedhof in Alt-Hürth beigesetzt.

## Forschungsaufenthalte in Afrika
- 1964: Tansania (informelles Recht)
- 1965: Namibia (linguistisch, oralliterarisch, sozio-anthropologisch)
- 1969–1988: Kenia (dialektologisch) jährlich mehrere Monate
- 1989, 1990: Tansania (Grundrechte u. informelles Recht)
- seit 1995: laufend (linguistisch, sozio-anthropologisch, historisch)

## Veröffentlichungen (Auswahl)
- Die Sprache der Dciriku. 1967.
- Die Stellung der Bergdialekte im Osten des Mount Kenya. 1974.
- als Hrsg.: Zur Sprachgeschichte und Ethnohistorie in Afrika. 1977.
- Language and Dialect Atlas of Kenya. 1980.